# Gibberellinezuur
Gibberellinezuur  (ook wel gibberelline A3, GA, en GA3 genoemd) is een plantenhormoon, dat de groei en strekking van plantencellen bevordert. Ook beïnvloedt het de verhouding tussen mannelijke en vrouwelijke bloemen op een plant, bevordert het de vruchtzetting, geeft het grotere bladeren en kan sommige tweejarige planten al in het eerste jaar laten bloeien. Verder stimuleert het de cellen van kiemende zaden om mRNA coderend voor hydrolytische enzymen te vormen en bij sommige zaden met kiemrust (dormantie) kan het toevoegen van gibberellinezuur de kiemrust breken. Gibberellinezuur zorgt voor de aanmaak van alfa-amylase, zodat de kiem het zetmeel kan omzetten tot glucose.
Het is een van de eenvoudigste gibberellines. Het werd voor het eerst omschreven in Japan in 1935 als een metabolisch bijproduct van Gibberella fujikuroi. Gibberellinezuur wordt soms gebruikt in laboratoria en glastuinbouw om zaden die anders niet zouden groeien toch te helpen ontkiemen.

## Verkort moutproces
Gibberellinezuur wordt industrieel gebruikt in de moutindustrie omdat het daar het moutproces (het ontkiemen van gerst) verkort, hetwelk ontdekt werd door de Schotse professor van biochemie en brouwen, Anna MacGillivray Macleod, aan de Heriot-Watt-universiteit in Edinburgh. Daarvoor werd haar in 1993 van die universiteit een eredoctoraat toegekend.